# Star Trek: Klingon
Star Trek: Klingon – gra komputerowa oparta na motywach Star Trek, wyprodukowana przez Simon & Schuster Interactive w 1996 roku. Gra działa na komputerach wyposażonych w system operacyjny Microsoft Windows.